# Федоровка (Федоровський район, Башкортостан)
Фе́доровка (рос. Фёдоровка, башк. Фёдоровка) — село, центр Федоровського району Башкортостану, Росія. Адміністративний центр Федоровської сільської ради.
Населення — 4306 осіб (2010; 4128 в 2002).
Національний склад:
- росіяни — 31%
- татари — 27%